# 코티카
코티카(네덜란드어: Cottica)는 수리남의 도시이다.